# Conistra daubei
Conistra daubei là một loài bướm đêm trong họ Noctuidae.